# Шлюз по умолчанию
Шлюз по умолчанию (англ. Default gateway) — узел компьютерной сети (сетевой шлюз в маршрутизируемых протоколах), на который пакет отправляется в том случае, если маршрут к сети назначения пакета неизвестен (не задан явным образом в таблице маршрутизации хоста или не соответствует IP-адресу назначения пакета.). Применяется в сетях с хорошо выраженными центральными маршрутизаторами, в малых сетях, в клиентских сегментах сетей. Шлюз по умолчанию задаётся записью в таблице маршрутизации вида «сеть 0.0.0.0 с маской сети 0.0.0.0».
Устройство, обеспечивающее соединение разнородных сетей (обычно с различными протоколами передачи информации либо разной средой передачи). Оно управляет пересылкой информации из одной сети в другую, что позволяет разделять потоки информации, идущие из одной сети в другую, и потоки, не выходящие за пределы одной сети. В сетях TCP/IP роль шлюза, как правило, выполняет маршрутизатор, соединяющий одну сеть с другой для их взаимодействия.
Шлюз по умолчанию служит точкой доступа к другой сети, что часто требует не только изменения адресации, но и другой сетевой технологии (пересылает пакеты между сетями с разными сетевыми префиксами). Стек сетевого программного обеспечения каждого компьютера содержит таблицу маршрутизации, в которой указано, какой интерфейс используется для передачи и какой маршрутизатор в сети отвечает за пересылку на определённый набор адресов. В ситуации, когда ни одно из этих правил пересылки не подходит для данного адреса назначения, в качестве маршрутизатора выбирается шлюз по умолчанию. Шлюз по умолчанию можно указать с помощью команды маршрута для настройки таблицы маршрутизации узла и маршрута по умолчанию (конфигурация IP, которая устанавливает правило пересылки для пакетов, когда конкретный адрес хоста следующего перехода недоступен из таблицы маршрутизации или других механизмов маршрутизации). В домашней или небольшой офисной среде шлюзом по умолчанию является устройство (например, DSL или кабельный маршрутизатор), которое подключает локальную сеть к Интернету. Служит шлюзом по умолчанию для всех сетевых устройств. Корпоративным сетевым системам может потребоваться множество внутренних сегментов сети; например, устройство, желающее связаться с хостом в Интернете, пересылает пакет на шлюз по умолчанию для своего сегмента сети; маршрутизатор также имеет маршрут по умолчанию, настроенный для устройства в соседней сети, на один переход ближе к общедоступной сети.

## Использование

### Рабочие станции
Компьютеры конечных пользователей, как правило, отвечают лишь за передачу пакета ближайшему шлюзу, поэтому таблица маршрутизации у них крайне проста. Она состоит из обратной петли, локальной сети (или её сегмента, в котором рабочая станция находится), шлюза по умолчанию, на который перенаправляется весь остальной трафик, и широковещательного адреса.

### Роутеры
Шлюз по умолчанию позволяет упростить координацию трафика, направляя его на центральные роутеры. Если «центральных» роутеров несколько штук, то шлюз по умолчанию может и не указываться. В этом случае при попытке отправить пакет в сеть, для которой нет маршрута, в консоль будет возвращаться сообщение «no route to host», а отправителю — ICMP-сообщение с типом 3 «Host Unreachable» (с англ. — «узел недостижим»).

## Название
Термин «шлюз по умолчанию» применяется в основном в рабочих станциях, где его использование является штатным режимом рабочей станции. В операционных системах Windows также применяется термин «основной шлюз». Термин «шлюз последней надежды» используется в маршрутизаторах, для которых применение такого шлюза является ненормальной ситуацией (маршрутизатор должен знать маршруты для маршрутизируемых пакетов).